# Dysdera baetica
Dysdera baetica là một loài nhện trong họ Dysderidae.
Loài này thuộc chi Dysdera. Dysdera baetica được miêu tả năm 1984 bởi Ferrández.